# Robert William Fisher
Robert William Fisher (Brooklyn, Nova Iorque, 13 de abril de 1961) é um assassino em fuga dos Estados Unidos. Encontra-se desde 2002 na lista dos 10 foragidos mais procurados pelo FBI. É acusado de voo ilegal para evitar processos, assassinatos de primeiro grau e incêndio ilegal.
Seus pais se divorciaram em 1976, quando Fisher tinha 15 anos. Segundo amigos e familiares, o divórcio foi muito turbulento e perturbador, deixando efeitos duradouros no jovem Fisher. Ele teria discutido o assunto com seus colegas de trabalho no Mayo Clinic Hospital e uma vez confessou a um associado que sua vida teria sido diferente se sua mãe não tivesse abandonado a família.
Fisher tem cicatrizes cirúrgicas na parte inferior de suas costas. Fisher encontra-se fisicamente apto e é um ávido pintor de outdoors, caçador e pescador. Ele tem uma coroa dentária de ouro perceptível no primeiro dente pré-molar. Ele pode andar com uma postura exageradamente ereta, além de ter o peito empurrado para fora, devido a uma lesão na lombar. Fisher é conhecido por mastigar tabaco intensamente. Ele tem ligações com criminosos do Novo México e da Flórida. Acredita-se que Fisher tem em sua posse várias armas, incluindo um fuzil de grosso calibre.
É procurado por acusações de ter matado a mulher e dois filhos pequenos e depois incendiado a casa em que moravam em Scottsdale, Arizona, em abril de 2001. Fisher deu um tiro na cabeça de sua esposa e logo em seguida cortou a garganta de seus dois filhos com uma faca.
Logo após os assassinatos, Fisher então incendiou a casa, tomada por um gás que ele havia liberado horas antes no recinto. Os bombeiros que chegaram então a residência presenciaram labaredas de fogo de até seis metros de altura; todos os corpos estavam no quarto onde ele dormia com sua esposa, carbonizados.
O último sinal de vida de Fisher foi em 20 de abril de 2001, quando as autoridades encontraram seu carro e o cachorro da família.
Em abril de 2016, funcionários do FBI e a polícia de Scottsdale divulgaram novas fotos de Fisher, com uma idade maior, durante uma conferência de imprensa no décimo quinto aniversário dos assassinatos que até hoje seguem sendo um mistério sobre o paradeiro de Fisher.
Em 3 de novembro de 2021, Fisher foi removido da lista dos 10 mais procurados do FBI. Ele foi substituído por Yulan Adonay Archaga Carias, o suposto líder do MS-13 em Honduras, e a 526ª adição à lista dos dez principais.